# Pupa

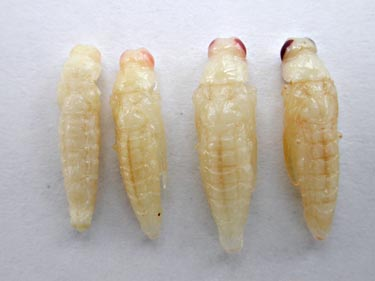
Exemplo de pupas

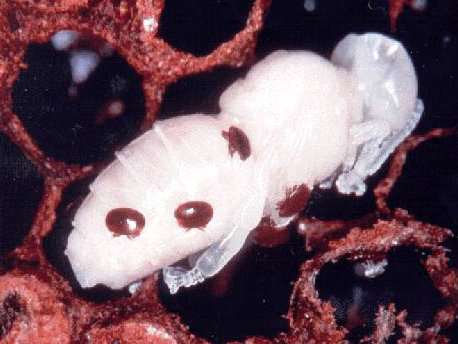
Pupa atacada por ácaros

A Pupa é o estágio de vida de alguns insetos que sofrem transformação entre estágios imaturos e maduros. Os insetos que passam por um estágio de pupa são holometábolos: eles passam por quatro estágios distintos em seu ciclo de vida, sendo os estágios ovo, larva, pupa e imago. Os processos de entrada e conclusão do estágio de pupa são controlados pelos hormônios do inseto, especialmente o hormônio juvenil, o hormônio protoracicotrópico e a ecdisona. O ato de se tornar uma pupa é chamado de pupação, e o ato de emergir do caso pupal é chamado de eclosão ou emergência.

As pupas de diferentes grupos de insetos têm nomes diferentes, como crisálida para as pupas de borboletas e tumbler para as da família dos mosquitos. As pupas podem ainda estar fechadas em outras estruturas, como casulos, ninhos ou conchas.